# 橄长岩
橄长岩（英語：Troctolite）
是一種鎂鐵質侵入岩類型。 它主要由變量的橄欖石和鈣質斜長石以及少量輝石組成。 它是富含橄欖石的斜長岩，或貧輝石的輝長岩。 然而，與輝長岩不同的是，當橄欖岩進行部分熔融時，其成分上和和橄长岩不同。 因此，橄长岩必然是從熔體中分離出來的火成堆積岩 。

### 產狀
橄长岩通常產於層狀侵入岩中，例如西澳大利亞太古宙 Windimurra 侵入體、拉布拉多北部的 Voisey's Bay 鎳-銅-鈷岩漿硫化物礦床，蒙大拿州斯蒂爾沃特火成岩複合體、北美德盧斯複合體 Midcontinent Rift,和蘇格蘭 Rùm 島的第三紀朗姆層狀侵入岩 。在南非 Bushveld 火成岩複合體的 Merensky 礁和康沃爾的Lizard複合體中也發現了橄长岩。